# Viv Anderson
Vivian Alexander Anderson MBE (Nottingham, 1956. július 29. –) angol válogatott labdarúgó, edző.

## Fordítás
- Ez a szócikk részben vagy egészben  a   Viv Anderson című angol Wikipédia-szócikk fordításán alapul.  Az eredeti cikk szerkesztőit annak laptörténete sorolja fel. Ez a jelzés csupán a megfogalmazás eredetét és a szerzői jogokat jelzi, nem szolgál a cikkben szereplő információk forrásmegjelöléseként.